# Maldives aux Jeux olympiques d'été de 2012
Les Maldives participent aux Jeux olympiques d'été de 2012 à Londres au Royaume-Uni du 27 juillet au 12 août 2012. Il s'agit de leur 7e participation à des Jeux olympiques d'été.

## Badminton
| Athlète               | Compétition      | Phase de groupe  | Phase de groupe  | Phase de groupe  | Phase de groupe | 8e de finale     | Quarts de finale | Demi-finales     | Finale           | Finale |
| Athlète               | Compétition      | Adversaire Score | Adversaire Score | Adversaire Score | Rang            | Adversaire Score | Adversaire Score | Adversaire Score | Adversaire Score | Rang   |
| --------------------- | ---------------- | ---------------- | ---------------- | ---------------- | --------------- | ---------------- | ---------------- | ---------------- | ---------------- | ------ |
| Mohamed Ajfan Rasheed | Simple messieurs |                  |                  |                  |                 |                  |                  |                  |                  |        |